# Wout Verstappen
Wout Verstappen (Malle, 13 oktober 1993) is een Vlaamse acteur, zanger en pianist. Verstappen werd bekend door zijn rol als Alex in de Studio 100-jeugdserie Ghost Rockers op Ketnet en Nickelodeon.

## Carrière
Verstappen is afgestudeerd in de richting woordkunst-drama en volgde een vooropleiding musical aan De Kunsthumaniora, waarna hij Musicaltheater ging studeren aan Fontys Hogeschool voor de Kunsten.
Verstappen was al te zien in verschillende reclamespotjes en programma's maar werd bekend door de Studio 100-jeugdserie Ghost Rockers, waarin hij Alexander 'Alex' De Coninck speelt. Hij is ook de pianist van de gelijknamige muziekgroep. Eerder maakte hij al deel uit van een Vlaamse boyband, maar die zei hij vaarwel toen Ghost Rockers op de proppen kwam. Recentelijk was hij samen met onder anderen Charlotte Leysen en Laura Tesoro gezicht van het vernieuwde jongerenmagazine Joepie tot het zijn laatste uitgave kende. In 2018 werd hij een van de huidige presentatoren van de televisiezender Nickelodeon.

## Televisie en film
- 2013 – Thuis: Dixie
- 2014-2017 – Ghost Rockers: Alex De Coninck
- 2015 – K.C. Undercover: Aaron (stem – afl. 20 KC's the man), Paul (stem – afl. 21 Runaway Robot)
- 2015 – 100% Ghost Rockers: zichzelf
- 2015 – Spotlight: Wout
- 2015 – Familie: Nieuw Leven: Stephen
- 2016 – De Avonturen Van K3: Wielsurfer (stem)
- 2016 – Floopaloo, waar ben je?: Mats (stem – Seizoen 2)
- 2016 – Soy Luna: Xavi (stem)
- 2016 – Ghost Rockers - Voor altijd?: Alex De Coninck
- 2017 – Mirette onderzoekt: De Grote Internationale Slechterik (stem)
- 2017 – Wendy: Adam – Robin (stem)
- 2017 – Broer en Zus: Marvin (stem)
- 2018 – Droomkamers: presentator
- 2019 – Urbanus: De vuilnisheld: Pinnekeshaar (stem)
- 2021 – DC Club van Super-Pets: Mark (stem)

## Theater
- 2014 – De Grote Sinterklaasshow
- 2015 – Ghost Rockers In Concert
- 2015  – Zo Mooi, Zo Blond, EWT
- 2015  – De Grote Sinterklaasshow
- 2016  – Ghost Rockers On Tour
- 2016  – De Grote Sinterklaasshow
- 2017  – Ghost Rockers On Tour
- 2017  – Mozart! de Musical
- 2018-2019  – Hans en Grietje, De sprookjesmusical
- 2019  – Charlie Brown
- 2021 – Mama Mia! De musical
- 2021-2022 – Paw Patrol Live
- 2023 – Pocahontas De musical